# Сытин, Пётр Петрович
Пётр Петрович Сытин (?, Российская империя — 1 августа 1790) — русский военачальник, полковник.

## Биография
В 1787 году был командиром 10-го гренадерского Малороссийского полка. В 1790 году находился в должности командира Фанагорийского гренадерского полка. Также был командиром Козловского мушкетёрского полка.

## Награды
- Награждён орденом Св. Георгия 3-й степени (№ 66, 14 апреля 1789) — «Во уважении на усердную службу и отличную храбрость, оказанную им при взятии приступом города и крепости Очакова, приняв команду над колонной по смерти бригадира Горича».[3]
- Также был награждён другими орденами Российской империи.